# ハコボーイ!
『ハコボーイ!』（英題：BOXBOY!）は、ハル研究所が開発し、任天堂が2015年1月15日より配信を開始したニンテンドー3DS用アクションパズルゲーム。

## 概要
正方形の体をしたキャラクター「キュービィ」を操作してゴールまで導くことを目指す。キュービィは自分の体と同じ大きさのハコ（箱）を出す能力を持っており、これを駆使しながら各ステージを進めることになる。
キュービィを含むキャラクターや登場ステージは、全般的に白と黒を基調としたシンプルなデザインで描かれている。当初は見た目や色使いを賑やかにする方向性も模索されていたが、他のゲームソフトと並べた時に目を引くという理由から製品版のデザインに落ち着いた。また、ゲーム内の音楽においてもシンプルなものを意識し、ファミリーコンピュータやゲームボーイのゲーム作品のような音色が多く用いられている。
ニンテンドーeショップのダウンロード専用ソフトランキングにおいて、発売以降、20週連続で1位を獲得した。
本作の発売から「2.5周年」にあたる2017年7月15日に一般社団法人日本記念日協会による式典が催され、8月5日を「ハコボーイ！の日」とする記念日登録が行われた。

## 基本システム
- キュービィが出したハコは、正面に投げたり、体にくっつけたまま移動したりできる。
- キュービィは一度に複数の箱を出すことができるが、その数はステージごとに決まっている。
- キュービィがステージに設定されたゴールに辿り着くとステージクリアとなる。
- ステージ内にはいくつかの王冠が配置されている。これを取らなくてもクリアできるが、取得することでクリア後に得られるメダル（ショップでのアイテム購入時に利用）の数が多くなる。
- 各ステージでは「残りハコ数」が設定されており、ハコを用いるごとに数値が減っていく。0になると上記の王冠が消滅して入手できなくなる。ステージクリアには影響しない。
- 1つのワールドに複数のステージが含まれており、ワールド内の全てのステージをクリアすると次のワールドへ進むことができる。
- 穴に落ちる、トゲ・敵・「ビリビリブロック」に触れる、レーザーに当たる、壁との隙間にはさまれる、のいずれかでミスになる。
- 全てのワールドのクリア後に、それまでのプレイ成績と、成績に見合った「称号」を確認できる。

## ハコ技
ステージの攻略には、ハコを用いる以下の「ハコ技」を駆使する必要がある。
ガード
ハコを頭上や正面に出すことで、一部のステージ内で発射されるレーザーから身を守ることができる。
ハコフック
ハコをフック状に出すと、せり出た地形にぶら下がることができる。
ハコスネーク
キュービィが入り込めない地形にハコを潜り込ませた後に収縮させると、地形の中を素早く移動できる。
エスケープ
キュービィが「ひっつきブロック」にくっついて動けない時、ブロックの方向にハコを出すと離れることができる。
ハコプッシュ
ハコを正面に出し、対象物を押すことができる。
ハコキャリー
ハコを出し、ステージ内にある「ダミーブロック」を運ぶことができる。

## ワールド
WORLD-1 目覚めよキュービィ
基本的な操作を学ぶワールド。全6ステージ。
クリア後にショップが利用できるようになる。
WORLD-2 押してスイッチ 開けよシャッター
所々がシャッターで遮られているワールド。ハコを用いてスイッチを押すことでシャッターが開く。全6ステージ。
WORLD-3 防いで進もう レーザー
レーザーを発射する台が設置されているワールド。全6ステージ。
WORLD-4 ハコフックで 引っかけて
ハコをフック状にする「ハコフック」の技を用いながら進むことになるワールド。全7ステージ。
WORLD-5 せまい場所なら ハコスネーク
狭い通路にハコを伸ばして進む「ハコスネーク」の技を用いることになるワールド。全7ステージ。
WORLD-6 タテにもヨコにも 動くブロック
レールに沿って上下または左右に動くブロックが設置されているワールド。全7ステージ。
WORLD-7 運ぶよ ベルトコンベア
ベルトコンベアが設置されているワールド。キュービィやハコがベルトの上に乗ると回転方向に流される。全7ステージ。
WORLD-8 クレーンにつかまれて
クレーンが設置されているワールド。クレーンはキュービィやハコを掴むとレールに沿って動き、終点に着くと離す。全7ステージ。
WORLD-9 つなげよう プラスとマイナススイッチ
「＋ブロック」と「－ブロック」が設置されているワールド。2つのブロックをハコで繋げると仕掛けが作動する。全7ステージ。
WORLD-10 ワープクラウド ダイビング
天井と地表に広がり互いの空間がつながっている雲「ワープクラウド」があるワールド。キュービィやハコが地表の雲に入ると別の天井の雲から落ちてくる。全7ステージ。
WORLD-11 動かせ ダミーブロック
様々な形の「ダミーブロック」が配置されているワールド。ダミーブロックは「ハコキャリー」の技を用いて動かすことができる。全7ステージ。
WORLD-12 ひっつきブロックに ひっついて
キュービィやハコがくっつくと離れなくなる「ひっつきブロック」が設置されているワールド。全7ステージ。
WORLD-13 スッキリ パズルブロック
表面に星印が描かれた「パズルブロック」が多数配置されているワールド。ブロックの間にハコを入れ込んで横一列に繋がるとその列のブロックが全て消える。全7ステージ。
WORLD-14 はかないトゲボー
ウニのような姿の敵「トゲボー」が登場するワールド。キュービィがトゲボーに触れるとミスになる。トゲボーを仕掛けに利用しながら攻略することになる。全7ステージ。
WORLD-15 ハコ重力 グラビティエリア
ハコに対して特定方向の重力が働く「グラビティエリア」があるワールド。キュービィにはエリアの影響は無い。全7ステージ。
WORLD-16 さわるな危険 ビリビリブロック
キュービィが触るとミスになる「ビリビリブロック」が配置されているワールド。このブロックはレールに沿って上下や左右に動く。全7ステージ。
WORLD-17 ザ・ラストワールド
これまでに登場した仕掛けが複合的に設置されたワールド。全8ステージ。
このワールドのクリア後にはエンディングが流れる。
WORLD-18 おまけワールド その1
WORLD-19 おまけワールド その2
WORLD-20 おまけワールド その3
キュービィやハコが上に乗ると数秒後に崩れるブロックが配置されているワールド。崩れたブロックはしばらくすると復活する。その他、これまでに登場した仕掛けが複合的に用いられている。それぞれ全8ステージ。
WORLD-21 可能性は無限大 ハコ2セット その1
WORLD-22 可能性は無限大 ハコ2セット その2
ハコを2セットまで同時に出せるようになるワールド。これまでに登場した仕掛けが複合的に用いられている。それぞれ全8ステージ。

## ショップ
ステージクリア時に入手するメダルを用いて様々なものを購入できる。

### コスチューム
身に着けると見た目が変化する。「ハコ仙人」「ニンジャ」「うさぎ」の着衣時には特殊能力が備わる。
ラッパー
帽子とサングラスを身に着ける。WORLD-1のクリア後に購入できる。
ポニーテール
ポニーテールの髪の毛とリボンを頭につける。WORLD-2のクリア後に購入できる。
ヒーローマント
黒いマントを羽織る。キュービィを操作せずに放置すると、時々空中に浮かぶことがある。WORLD-6のクリア後に購入できる。
ナイト
騎士のような兜を被る。WORLD-10のクリア後に購入できる。
デビル
悪魔のような角と尻尾をつける。キュービィを操作せずに放置すると、時々ドクロのような顔になることがある。WORLD-12のクリア後に購入できる。
ハコ仙人
灰色の頭髪とヒゲをつける。着衣中はハコを1つ多く出せるようになる（元の使用数が9の時は増えない）。WORLD-14のクリア後に購入できる。
ニンジャ
忍者のような覆面を被る。着衣中は移動速度が上がり横方向の飛距離が長くなる。キュービィを操作せずに放置すると、時々ハコの姿に変身する。WORLD-17のクリア後に購入できる。
うさぎ
うさぎの耳と尻尾をつける。着衣中は2ハコ分の高さまで飛べるようになる。WORLD-17のクリア後に購入できる。
ハコキング
金色の王冠を被り金色のヒゲをつける。全てのワールドをクリアすることで手に入る。
真・ハコキング
大きな王冠を被り金色のマントを羽織る。各ステージにある全ての王冠を入手することで手に入る。

### サウンド
ゲーム中で用いられる曲を聴くことができる。全12曲。

### チャレンジ
本編とは別のモード。プレイ成績には影響を及ぼさない。これらのステージのプレイ時には画面の配色が反転する。
タイムアタック
決められたコースをクリアするまでの時間が記録されるモード。コース中にある時計型のアイテムを取ると時間を減らすことができる。規定時間内にクリアすると王冠のマークがつく。全8ステージ。
スコアアタック
制限時間内にステージ内にあるアイテムを集めるモード。アイテム1つにつき100ポイントが加算される。規定のポイントを超えると王冠のマークがつく。全8ステージ。

### ハコ技の書
ゲーム内で活用できる様々な「ハコ技」を見ることができる。全8種類。